# Andreas Poulsen
Andreas Poulsen (Ikast, 13 oktober 1999) is een Deens voetballer die doorgaans speelt als linksback. In juli 2024 verruilde hij Aalborg BK voor Silkeborg IF.

## Clubcarrière
Poulsen speelde in de jeugdopleiding van FC Midtjylland en maakte bij die club ook zijn professionele debuut. Op 1 december 2016 werd met 2–1 verloren op bezoek bij Silkeborg IF. Nicklas Helenius scoorde tweemaal namens de thuisploeg, Paul Onuachu deed een kwartier voor tijd wat terug. Poulsen mocht van coach Jess Thorup in de basis beginnen en hij speelde de volledige negentig minuten mee. In de zomer van 2018 maakte de Deense linksback de overstap naar Borussia Mönchengladbach, dat circa vierenhalf miljoen euro betaalde voor de overgang. In Duitsland zette hij zijn handtekening onder een verbintenis voor de duur van vijf seizoenen. In zijn eerste anderhalf jaar kwam hij slechts uit voor het tweede elftal en in één bekerduel in het eerste team. Hierop werd hij op huurbasis overgenomen door Austria Wien. In de zomer van 2020 keerde Poulsen terug naar Mönchengladbach. Hier kwam hij opnieuw een halfjaar niet in actie. Daarop verkaste hij opnieuw tijdelijk naar Austria Wien. In augustus 2021 werd hij voor een seizoen verhuurd aan FC Ingolstadt. Medio 2022 mocht hij definitief vertrekken bij Mönchengladbach, waarop Aalborg BK hem transfervrij terughaalde naar Denemarken met een vierjarig contract. In zijn eerste seizoen bij Aalborg degradeerde de club naar de 1. division. Hierna verliet Poulsen de club tijdelijk. Silkeborg IF huurde hem in augustus 2023, waardoor hij op het hoogste niveau bleef spelen. Na afloop van het seizoen 2023/24 werd Poulsen definitief overgenomen door Silkeborg.

## Clubstatistieken
| Seizoen | Club                     | Competitie     | Competitie  | Competitie | Beker | Beker | Internationaal | Internationaal | Totaal | Totaal |   |
| Seizoen | Club                     | Competitie     | Wed.        | Dlp.       | Wed.  | Dlp.  | Wed.           | Dlp.           | Wed.   | Dlp.   |   |
| ------- | ------------------------ | -------------- | ----------- | ---------- | ----- | ----- | -------------- | -------------- | ------ | ------ | - |
| 2016/17 | FC Midtjylland           | Superligaen    | 1           | 0          | 0     | 0     | —              | —              | 1      | 0      |   |
| 2017/18 | FC Midtjylland           | Superligaen    | 10          | 0          | 2     | 0     | 0              | 0              | 12     | 0      |   |
| 2018/19 | Borussia Mönchengladbach | Bundesliga     | 0           | 0          | 1     | 0     | —              | —              | 1      | 0      |   |
| 2019/20 | Borussia Mönchengladbach | Bundesliga     | 0           | 0          | 0     | 0     | 0              | 0              | 0      | 0      |   |
| 2019/20 | → Austria Wien           | Bundesliga     | 6           | 0          | 0     | 0     | —              | —              | 6      | 0      |   |
| 2020/21 | Borussia Mönchengladbach | Bundesliga     | 0           | 0          | 0     | 0     | 0              | 0              | 0      | 0      |   |
| 2020/21 | → Austria Wien           | Bundesliga     | 12          | 0          | 0     | 0     | —              | —              | 12     | 0      |   |
| 2021/22 | → FC Ingolstadt          | 2. Bundesliga  | 6           | 1          | 0     | 0     | —              | —              | 6      | 1      |   |
| 2022/23 | Aalborg BK               | Superligaen    | 16          | 1          | 2     | 0     | —              | —              | 18     | 1      |   |
| 2023/24 | Aalborg BK               | 1. division    | 4           | 0          | 1     | 0     | —              | —              | 5      | 0      |   |
| 2023/24 | 2023/24                  | → Silkeborg IF | Superligaen | 16         | 0     | 4     | 0              | —              | —      | 20     | 0 |
| 2024/25 | Silkeborg IF             | 22             | Superligaen | 0          | 6     | 1     | 3              | 0              | 31     | 1      |   |
| Totaal  | Totaal                   | Totaal         | 93          | 2          | 16    | 1     | 3              | 0              | 112    | 3      |   |

Bijgewerkt op 20 juni 2025.